# Mauricicoris dilatatus
Mauricicoris dilatatus – gatunek pluskwiaka różnoskrzydłego z rodziny korowcowatych. Jedyny przedstawiciel monotypowego rodzaju Mauricicoris.

## Taksonomia
Rodzaj i gatunek typowy po raz pierwszy opisane zostały w 2004 roku przez Ernsta Heissa na łamach „Linzer biologische Beiträge”. Jako miejsce typowe wskazano drogę z Chamerel do Le Pétrin w dystrykcie Black River na południowym zachodzie Mauritiusa. Do nazwy kraju nawiązuje nazwa rodzajowa, natomiast Epitet gatunkowy oznacza po łacinie „rozszerzony” i pochodzi od kształtu odwłoka samca.

## Morfologia
Pluskwiak o ciele długości od 5,15 do 5,4 mm u samców i od 5,3 do 6,2 mm u samic. Zarys ciała u samic jest podługowato-owalny, a u samców silnie z tyłu rozszerzony. Ubarwienie jest rudobrązowe z żółtawymi elementami na zapleczu i odwłoku. Niewiele dłuższa niż szeroka głowa ma krótki nadustek, prawie kuliste, niewyłupiaste oczy, równomiernie ku przewężonej szyi zaokrąglone płaty pozaoczne i głęboki, zamknięty z tyłu rowek do chowania kłujki. Nieco ponaddwukrotnie dłuższe od głowy czułki mają wrzecionowaty człon ostatni tak długi jak drugi. Trapezowate, ponaddwukrotnie szersze niż długie przedplecze ma dobrze wykształconą obrączkę apikalną, zaokrąglone i ponad nią wystające kąty przednio-boczne, płaski dysk z parą podłużnych żeberek i poprzeczną bruzdą oraz zafalowaną krawędź tylną ze słabym żeberkiem. Dwuipółkrotnie szersze niż dłuższe, trójkątne śródplecze ma nieregularne zmarszczki oraz faliste brzegi przedni i boczne. Skrzydła są zredukowane do niewielkich zawiązków (forma mikropteryczna). Zaplecze tworzą dwie poprzeczne płytki przyrośnięte do mediotergitów odwłoka. Odnóża cechują się nabrzmiałymi pośrodkowo udami przyrośniętymi do krętarzy, walcowatymi goleniami, dwuczłonowymi stopami i zakrzywionymi pseudopulwillusami. Odwłok ma zlane mediotergity od trzeciego do piątego. Genitalia samca charakteryzuje gruszkowaty ze spłaszczonym grzbietem pygofor oraz płaskie i hakowate paramery.

## Ekologia i występowanie
Owad endemiczny dla Mauritiusa w archipelagu Maskarenów na Oceanie Indyjskim. Bytuje w agregacjach. Żeruje na grzybach.